# Morro da Casa Verde
Grêmio Recreativo Cultural Social Escola de Samba Morro da Casa Verde é uma escola de samba situada na cidade de São Paulo. Foi fundada em 6 de abril de 1962.
O Morro é uma das escolas de samba mais tradicionais da cidade, tendo participado do primeiro desfile organizado em São Paulo, em 1968.As cores da escola foram escolhidas pelo seu fundador, Sr. Zézinho do Banjo. Ele era mangueirense e resolveu homenagear sua escola de coração, daí a origem das cores verde e rosa. O nome da escola, Morro da Casa Verde, se deve ao fato de, na época da fundação, no local onde ela nasceu, havia uma ponte de madeira e ao chegar na ponte, só existia uma casinha, bem no "morro de cor verde". Da mesma origem é a ideia do emblema da escola.

## História
A escola, na verdade, é uma dissidência da Unidos da Casa Verde, que deixou de existir em 1963. A Morro da Casa Verde iniciou sua vida na Passarela no final dos anos 60, fundada pelo Sr. Zezinho de Nazareth, o Zé do Banjo, um dos sambistas mais respeitados nas rodas de samba de São Paulo. Na década de 1970, oscilou entre os grupos I e II. Nos anos 80, teve uma recaída e ficou entre os grupos II e III. Nos anos 90, com a morte de Zezinho do Banjo (91), sua filha Laurinete Nazaré da Silva (Dona Guga) assumiu a presidência, com o auxílio de filhos e netos e a escola começou a se reerguer, passando a desfilar nos grupos II e I, chegando em 2000 ao grupo especial com o vice-campeonato no Grupo 1 de 1999.
Um fato que marcou muito aconteceu no ano de 1986, quando faltava uma semana para o carnaval e a escola realizava seu último ensaio antes do desfile. A Comissão de Frente era chefiada pela mãe de Dona Guga que estava doente e pediu para ver o ensaio. Claro que foi atendida, mas durante o ensaio, emocionou-se muito, não suportou e faleceu.
A história da escola, que é também uma escola dirigida por gerações de uma mesma família, a exemplo da Nenê de Vila Matilde e Leandro de Itaquera, teve momentos marcantes. Não fosse a teimosia e a garra de Dona Guga, uma das fundadoras da escola, talvez hoje a Morro da Casa Verde não estivesse desfilando nas passarelas do samba, já que chegou a ser ameaçada de extinção pelo seu fundador, que não agüentava mais ver a sua escola tão por baixo, já que chegou a estar no Grupo 3.
Antes de 2000 a morro participou do desfile principal em 1972 e de 1974 a 1977. Outras grandes personalidades da escola são os compositores Zeca da Casa Verde, que também fez parte da Rosas de Ouro, Talismã, do Camisa Verde e Branco e Nelson Dalla Rosa, um dos autores do samba da Estação Primeira de Mangueira campeã de 1998.
Em 2010 ela apresentou o enredo "De Quem é Essa Bola?" e ficou em 5º lugar. Em 2011 a Morro De Casa Verde levou um enredo muito empolgante sobre a Bahia e foi considerada como uma das favoritas ao acesso, mas, na apuração, a escola ficou em terceiro lugar, perdendo o acesso no desempate para o Camisa Verde e Branco no quesito Evolução. Em 2012 a escola apostou em sua história para tentar o acesso à elite do carnaval paulistana, mas acabou na quinta colocação - repetindo a posição no ano seguinte.
Em 2016 a escola falou de Dom Afonso, porém acabou sendo rebaixada para o Grupo 1-UESP em 2017, e viu a escola vizinha Império de Casa Verde ser campeã do Grupo Especial. Permaneceu no terceiro grupo por quatro carnavais até conseguir o título do já renomeado Grupo de Acesso 2 em 2020 com o enredo "O grandioso desfile de Reis!", retornando ao Acesso 1 no desfile seguinte, em 2022. Foi novamente rebaixada em 2023, com o enredo "Dynasteia: História, Poder e Nobreza".

## Segmentos

### Presidentes
| Nome                                         | Mandato      | Ref.  |
| -------------------------------------------- | ------------ | ----- |
| José Narciso Nazaré "Zezinho do Banjo"       | 1962 - 1991  |       |
| Laurinete Nazaré da Silva Campos "Dona Guga" | 1991 - 2017  | [ 2 ] |
| Émerson de Campos "Careca"                   | 2017 - 2024  |       |
| Diego Campos                                 | 2024 - atual |       |

### Intérpretes
| Carnavais  | Intérprete oficial                            | Ref. |
| ---------- | --------------------------------------------- | ---- |
| 1977       | Fernando Bom Cabelo                           |      |
| 1977-2000  | Nelson Dalla Rosa                             |      |
| 2001       | Cláudia França, Edu Alves e Carlinhos Marques |      |
| 2002       | Cláudia França e Leandro Di Menor             |      |
| 2003-2005  | Marquinhos Trindade                           |      |
| 2005-2010  | Adeilton Almeida                              |      |
| 2010-2011  | Fernandinho SP                                |      |
| 2011-2012  | Rubinho Martins e Edson Liz                   |      |
| 2012-2016  | Adeilton Almeida                              |      |
| 2016-2018  | Juninho Branco                                |      |
| 2018-2019  | Tuca Maia, Fernandinho SP e Cláudia França    |      |
| 2019-2020  | Fernandinho SP                                |      |
| 2020-2023  | Juninho Branco                                |      |
| 2024-atual | Wantuir                                       |      |

### Casal de Mestre-Sala e Porta-Bandeira
| Período   | Nome                            | Ref. |
| --------- | ------------------------------- | ---- |
| 2010      | Marcio Avellino e Silveria      |      |
| 2011      |                                 |      |
| 2012      | Marcio Avellino e Carol         |      |
| 2013      | Diego Motta e Tatiana Bernardo  |      |
| 2014-2015 | Diego Motta e Erica Para-Assú   |      |
| 2016      | Marcos Godoy e Waleska Gomes    |      |
| 2017      | Marcos Godoy e Camila Moreira   |      |
| 2018      | Brunno Mathias e Camila Moreira |      |
| 2019-2020 | Leonardo Silva e Camila Moreira |      |
| 2022      | Leonardo Silva e Mariana Santos |      |
| 2026      | João Lucas e Juliana Souza      |      |

### Coreógrafos
| Período   | Nome                | Ref.  |
| --------- | ------------------- | ----- |
| 2015-2017 | Camila Moraes       | [ 3 ] |
| 2017-2018 | Walmir              |       |
| 2018-2025 | Gustavo Rangel      |       |
| 2026      | Ana Carolina Vilela |       |

### Corte de Bateria
| Período   | Rainha                  | Madrinha      | Musa           | Ref.        |
| --------- | ----------------------- | ------------- | -------------- | ----------- |
| 2005-2010 | Giseli Alves            |               |                |             |
| 2011      | Mojisola Fagbimi (Moji) |               |                |             |
| 2012-2015 | Dayane Macedo           |               |                | [ 3 ]       |
| 2016-2017 | Rafaella Oliveira       |               |                |             |
| 2018      | Rafaella Oliveira       | Haonê Thinar  | Ingrid Gomez   | [ 4 ] [ 5 ] |
| 2020      | Ingrid Gomez            |               | Thais Oliveira |             |
| 2021-     | Muriel Quixaba          | Jéssica Bueno |                | [ 6 ] [ 7 ] |

## Carnavais
| Ano  | Colocação | Grupo | Enredo | Carnavalesco | Ref.                      |
| ---- | --- | --- | --- | --- | ------------------------- |
| 1968 | 5º lugar | Acesso | Almirante Tamandaré | José Narciso Nazaré | [ 8 ]                     |
| 1969 | Vice-campeã | Acesso | Ouro Branco | Talismã |                           |
| 1970 | 6º lugar | Especial | Segundo Casamento de D. Pedro I | Talismã |                           |
| 1971 | Campeã | Acesso | Brasil, Samba e Flores | Zeca da Casa Verde |                           |
| 1972 | Desclassificada | Especial | O Brasil Recebe o Mundo de Braços Abertos | Zeca da Casa Verde |                           |
| 1973 | Vice-campeã | Acesso | Brasil, Amor e Paz | Zeca da Casa Verde |                           |
| 1974 | 7º lugar | Especial | Redenção | Zeca da Casa Verde |                           |
| 1975 | 8º lugar | Especial | Serenata | Talismã |                           |
| 1976 | 7º lugar | Especial | A Feira de Santana | Talismã |                           |
| 1977 | 11º lugar | Especial | Cacilda Becker | Luiz Parreiras |                           |
| 1978 | 6º lugar | Acesso | Viva os Carnavais | José Alcântara do Nascimento                                                                                           |                           |
| 1979 | 7º lugar | Acesso | Folguedos de uma Raça | Fernando Bom Cabelo Chabes                                                                                             |                           |
| 1980 | 10º lugar | Acesso | O Guarani | Mogiani L. Moraes |                           |
| 1981 | 5º lugar | 1-UESP | História de um Negro Brasileiro | Jangada |                           |
| 1982 | 6º lugar | 1-UESP | No Reino da Cantoria | Talismã e Fernando Bom Cabelo Chabes                                                                                   |                           |
| 1983 | 9º lugar | 1-UESP | Nossos Valores - Maracatu | Fernando Bom Cabelo Chabes e Douglas Franco                                                                            |                           |
| 1984 | 4º lugar | 2-UESP | Escola de Samba: Raça e Coração | Maurinho da Mazzei |                           |
| 1985 | 4º lugar | 2-UESP | Um Rei no Esplendor do Carnaval | Cridinho |                           |
| 1986 | 4º lugar | 2-UESP | Carnaval, Alegria de Viver | Cridinho |                           |
| 1987 | 6º lugar | 2-UESP | Apoteose do Samba | Lagrila |                           |
| 1988 | 7º lugar | 2-UESP | Oxumarê - A Serpente e o Arco Íris | Luizinho Salvador e Paulo Priscila                                                                                     |                           |
| 1989 | 4º lugar | 2-UESP | O Seio da Vida | Fernando Bom Cabelo Chabes                                                                                             |                           |
| 1990 | 4º lugar | 2-UESP | Carmem Miranda, "A Estrelinha Brilhante" | Bal |                           |
| 1991 | Vice-campeã | 2-UESP | Do Jeito Que Vocês Queriam | Tito Arantes |                           |
| 1992 | 11º lugar | 2-UESP | O Arauto dia Ilusão | Osvaldo Arouche |                           |
| 1993 | Campeã | 2-UESP | De Onde Vim, Para Onde Vou... Adivinha Quem Sou? | Vitché |                           |
| 1994 | 3º lugar | 1-UESP | Canto das Três Raças | Toninho Sereno |                           |
| 1995 | Campeã | 1-UESP | Sonho em Verde e Rosa | Ednei Mariano |                           |
| 1996 | 5º lugar | Acesso | Abata - Caminhada de uma Raça | Comissão de Carnaval (Ligeiro, Ednei e Marcos)                                                                         |                           |
| 1997 | 7º lugar | Acesso | A Rosa de Sarom | Comissão de Carnaval (Ligeiro, Ednei e Marcos)                                                                         |                           |
| 1998 | 8º lugar | Acesso | De Louco do Morro... Todo Mundo Tem um Pouco | Comissão de Carnaval (Ligeiro, Ednei e Marcos)                                                                         |                           |
| 1999 | Vice-campeã | Acesso | Os Fantasmas nas Óperas do Teatro Municipal | Nilson Lourenço |                           |
| 2000 | 9º lugar | Especial | Nobre, Nobreza | Nilson Lourenço |                           |
| 2001 | 10º lugar | Especial | O maior sonho do universo. Extraterrestres no Carnaval de São Paulo | Orlando Midaglia |                           |
| 2002 | 13º lugar | Especial | O Morro canta Zeca Pagodinho o poeta de Xerém | Vaníria Nejelschi |                           |
| 2003 | 7º lugar | Acesso | Manaus, A Paris da Selva | Toninho Pita |                           |
| 2004 | 7º lugar | Acesso | Municipal, da Construção às Apresentações o Palco Cultural Paulistano | Toninho Pita |                           |
| 2005 | Campeã | 1-UESP | Bahia: Terra de São Salvador | Vaníria Nejelschi |                           |
| 2006 | 6º lugar | Acesso | Algodão: do tesouro branco à riqueza colorida | Mi Benaffi |                           |
| 2007 | 7º lugar | Acesso | Morro da Casa Verde, um triunfo entre as pérolas | Quim Ferreira |                           |
| 2008 | Vice-campeã | 1-UESP | Palmares: a República Aqui Chegou! Liberdade, Democracia e Heróis Negros em Terras Brasileiras | Ednei Mariano |                           |
| 2009 | 5º lugar | Acesso | Abram-alas para esta cultura popular! Da Terra do chão rachado ao Rei do cangaço | Babu Energia |                           |
| 2010 | 5º lugar | Acesso | De Quem é Essa Bola? | Babu Energia |                           |
| 2011 | 3° lugar | Acesso | Sorria, você está na Bahia! A festa vai começar, os tambores anunciam | Babu Energia |                           |
| 2012 | 5º lugar | Acesso | Guerreiros não morrem jamais! São Jorge, olhai por nós... Salve Morro da Casa Verde, 50 anos de glória!!!                                                                                         | Babu Energia |                           |
| 2013 | 5º lugar | Acesso | Ecoou no Morro... É festa no grito da liberdade! | Babu Energia |                           |
| 2014 | 4º lugar | Acesso | O Bicho vai pegar... Medos!!! | Babu Energia |                           |
| 2015 | 6º lugar | Acesso | Entre plumas e paetês | Nilson Lourenço | [ 9 ] [ 9 ] [ 10 ] [ 11 ] |
| 2016 | 9º lugar | Acesso | Mvemba-a-Nizinga, Dom Afonso I - um rei cristão no Império Africano do Congo | Marcelo Portela |                           |
| 2017 | 5° lugar | 1-UESP | No terreiro do Morro, o Canto de Kianda, a sereia de Angola se faz brilhar | Fábio Flish |                           |
| 2018 | 3º lugar | Acesso 2 | A luta de um povo, a força de uma raça… Luiza Mahin, a luz de Daomé | Fábio Flish | [ 12 ]                    |
| 2019 | Vice-campeã | Acesso 2 | Não julgue para não ser julgado, os humilhados serão exaltados Compositores: Ademarzinho do Cavaco, Walid Omar, Rafa Neves, Willian Cabello, Hans Magalhães, Wilsinho do Pandeiro e Erick Sappão. | Babu Energia | [ 13 ]                    |
| 2020 | Campeã | Acesso 2 | O grandioso desfile de Reis! | Babu Energia | [ 14 ]                    |
| 2021 | Inicialmente adiados para o mês de julho, os desfiles do Carnaval 2021 foram cancelados devido a pandemia de Covid-19. | Inicialmente adiados para o mês de julho, os desfiles do Carnaval 2021 foram cancelados devido a pandemia de Covid-19. | Inicialmente adiados para o mês de julho, os desfiles do Carnaval 2021 foram cancelados devido a pandemia de Covid-19.                                                                            | Inicialmente adiados para o mês de julho, os desfiles do Carnaval 2021 foram cancelados devido a pandemia de Covid-19. | [ 15 ]                    |
| 2022 | 7º lugar | Acesso 1 | Sob a proteção de Oxalá, festa no terreiro de bambas para caçador, curandeiro e padroeiro | Babu Energia | [ 16 ]                    |
| 2023 | 8° lugar | Acesso 1 | Dynasteia: História, Poder e Nobreza | Danilo Dantas | [ 17 ]                    |
| 2024 | 3º lugar | Acesso 2 | O canto de Ominirá: Negra é a raiz da liberdade! | Ulisses Bara | [ 18 ]                    |
| 2025 | 5° lugar | Acesso 2 | Saravá Umbanda! Uma história de luz, caridade e amor. | Ulisses Bara | [ 19 ]                    |
| 2026 | | Acesso 2 | Santo Antônio de Batalha me fez de mim batalhador | Ulisses Bara |                           |

## Títulos
- Segunda Divisão:1971,2020
- Terceira Divisão:1993,1995,2005